# Perla illiesi
Perla illiesi är en bäcksländeart som beskrevs av Braasch och Joost 1973. Perla illiesi ingår i släktet Perla och familjen jättebäcksländor. Inga underarter finns listade i Catalogue of Life.